# جون إي. دوغلاس
جون إي. دوغلاس (بالإنجليزية: John Edward Douglas)‏ هو عميل لـ مكتب التحقيقات الفيدرالي، ولد في 18 يونيو 1945 في بروكلين في الولايات المتحدة.

## وصلات خارجية
- جون إي. دوغلاس على موقع IMDb (الإنجليزية)
- جون إي. دوغلاس على موقع قاعدة بيانات الفيلم (الإنجليزية)